# Sázavka
Sázavka, před rokem 1964 Smrdov (německy Smerdow) je obec, bývalé městečko v okrese Havlíčkův Brod v Kraji Vysočina. Obec leží deset kilometrů severně od Světlé nad Sázavou. Žije zde 322 obyvatel.

## Historie
První písemná zmínka o obci pochází z roku 1226. Původní název obce byl Smrdov, pocházející ze staročeského slova smurdi, což znamená pracující lid v zemědělství. Už od první zmínky v roce 1226 až do 17. století je Smrdov zmiňován jako (svobodné) městečko či městys. V roce 1787 je zmiňován jako největší vesnice světelského panství, ale již není zmiňován jako městys. Trhy se zde ve 13. století konaly každé pondělí, městysi příslušelo i soudní a hrdelní právo.
Hrad Smrdov, který ve 13. a 14. století stával v oblasti dnešního kostela a okolních domů, sloužil Lichtenburkům k ochraně brodského panství.
V roce 1964 byla obec přejmenována na Sázavku.

## Obyvatelstvo
| Rok            | 1869 | 1880 | 1890 | 1900 | 1910 | 1921 | 1930 | 1950 | 1961 | 1970 | 1980 | 1991 | 2001 | 2011 | 2021 |
| -------------- | ---- | ---- | ---- | ---- | ---- | ---- | ---- | ---- | ---- | ---- | ---- | ---- | ---- | ---- | ---- |
| Počet obyvatel | 577  | 554  | 600  | 576  | 602  | 571  | 576  | 443  | 453  | 418  | 381  | 335  | 311  | 316  | 309  |
| Počet domů     | 82   | 88   | 87   | 88   | 88   | 89   | 106  | 109  | 107  | 99   | 95   | 104  | 109  | 115  | 131  |

## Obecní správa
Od 1. června 1964 do 23. listopadu 1990 k obci patřil Kunemil.

## Školství
- Základní škola a mateřská škola Sázavka

## Pamětihodnosti
- Kostel Narození svatého Jana Křtitele
- Smírčí kříž

Na kraji obce stojí evangelický kostel z roku 1880, náležející sboru v Opatovicích.

## Galerie

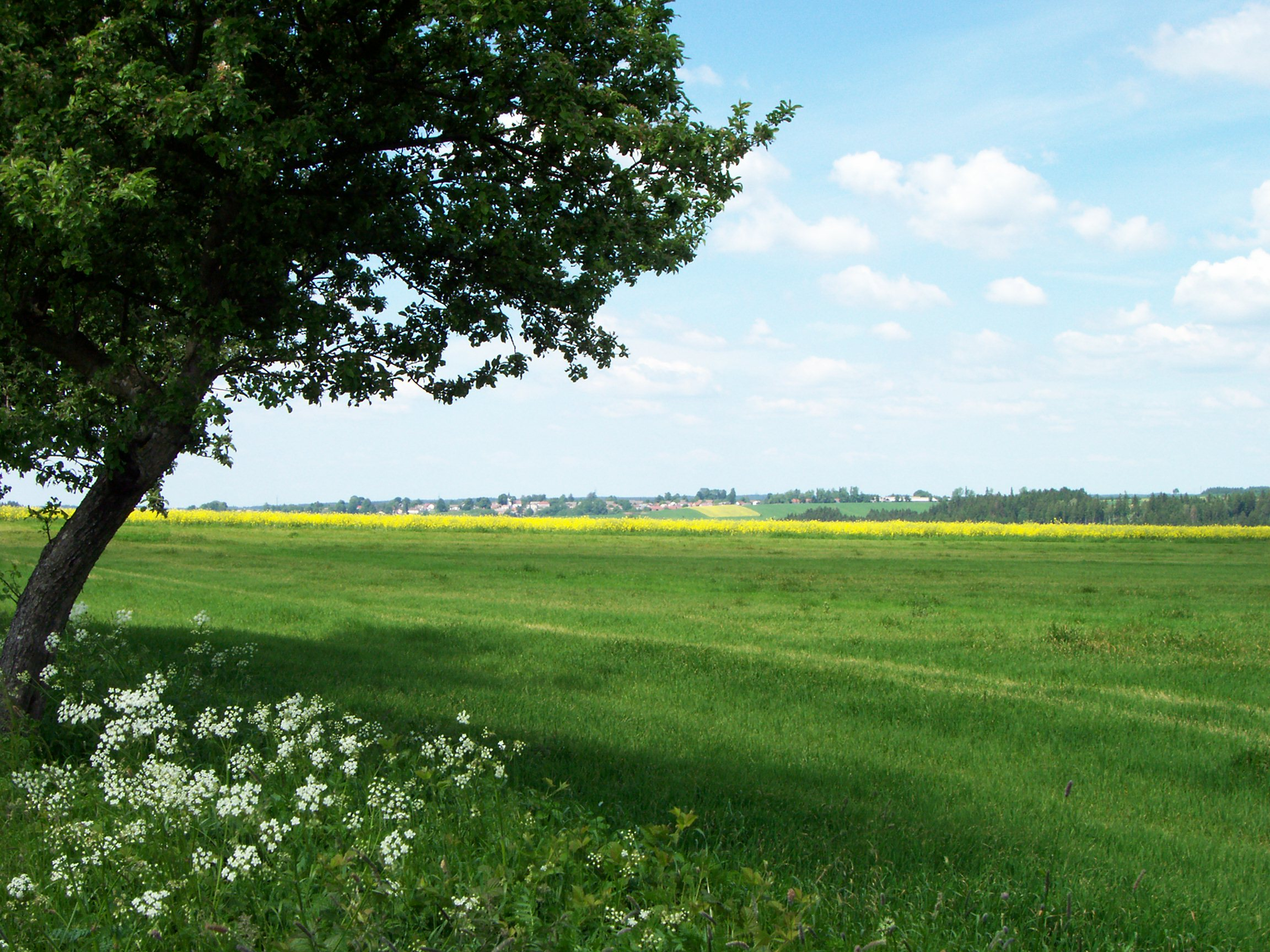
Sázavka od Druhanova
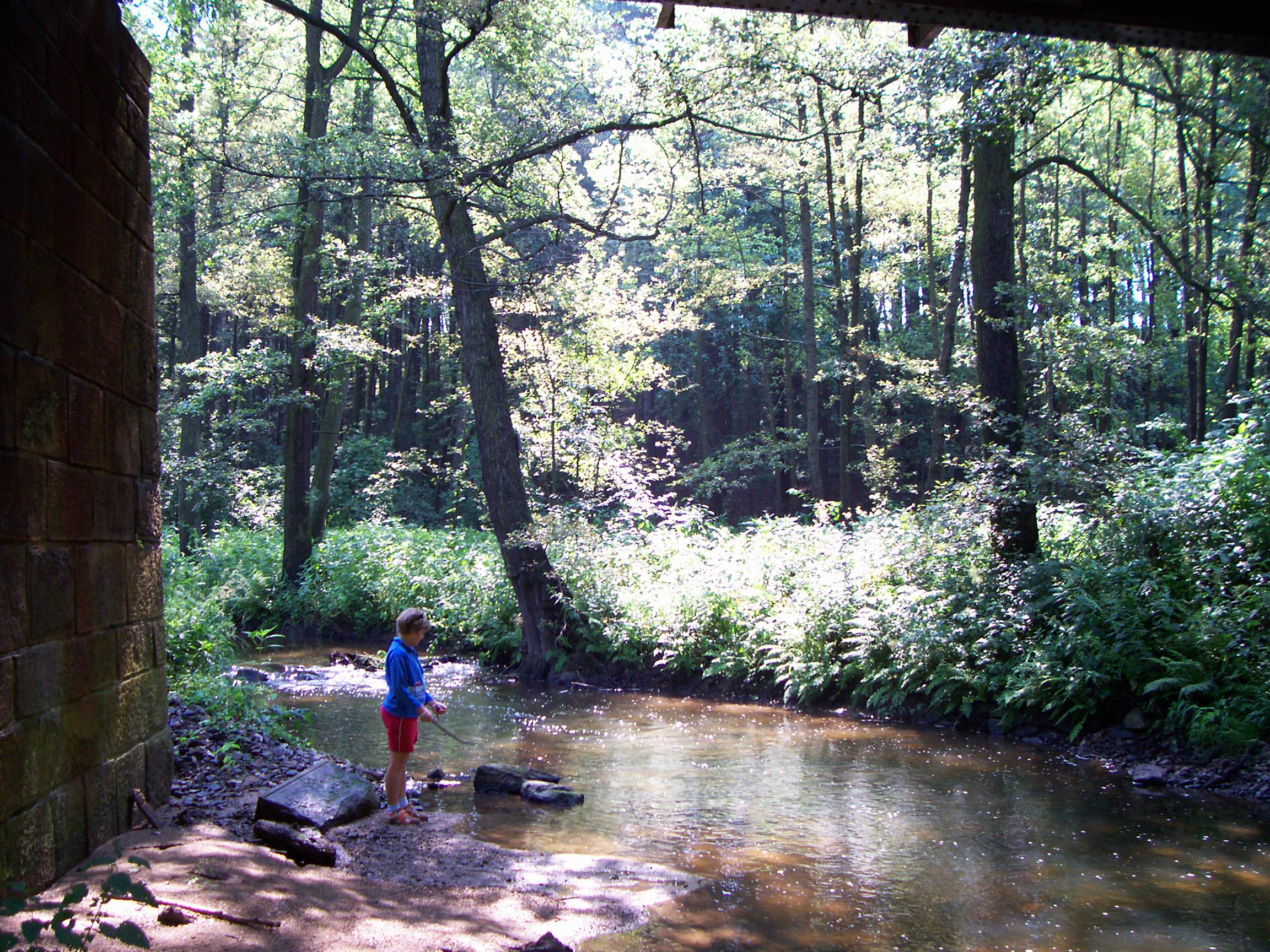
Říčka Sázavka pod viaduktem
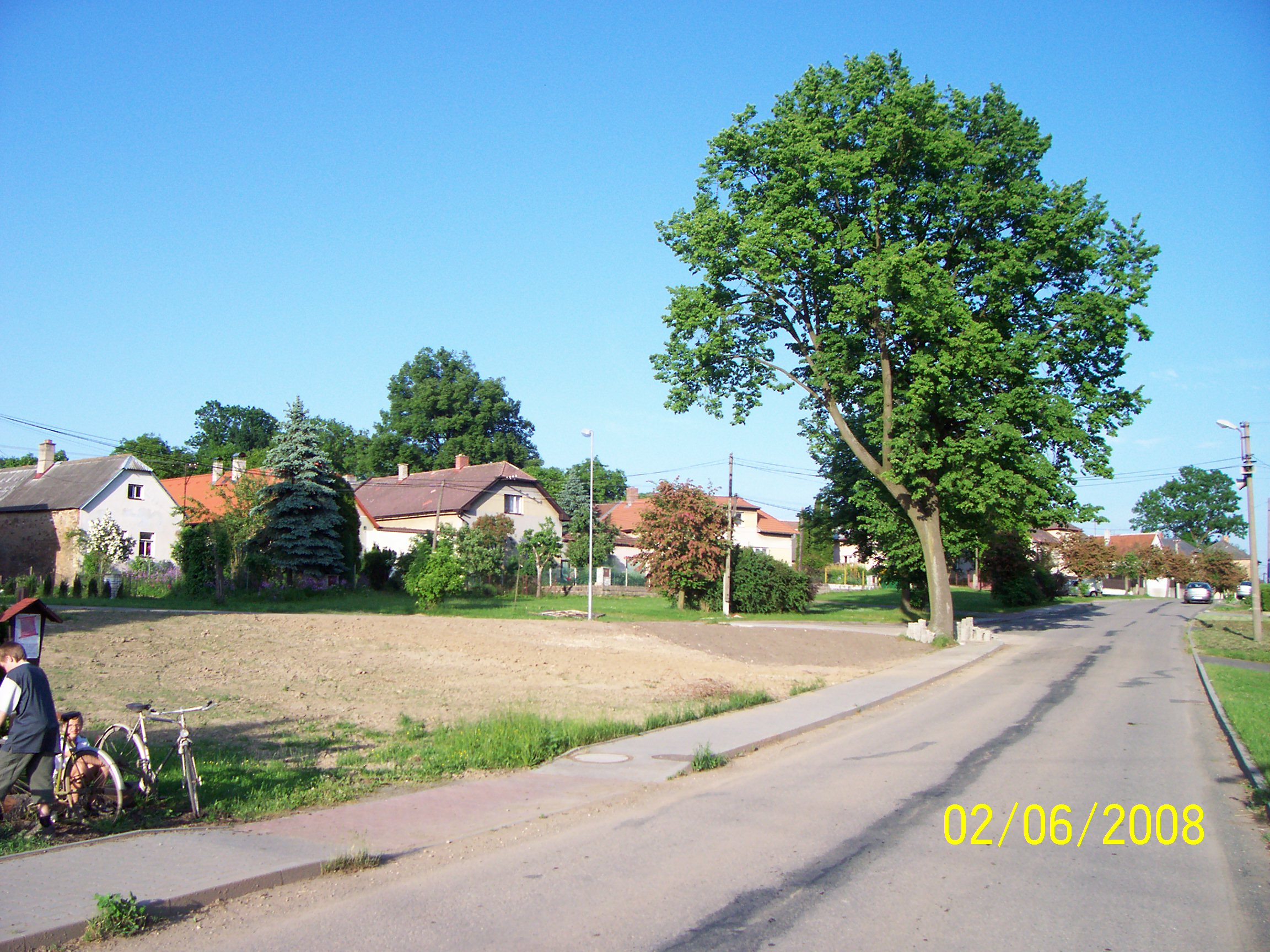
Místo po zbořeném špýcharu a hasičské kůlně
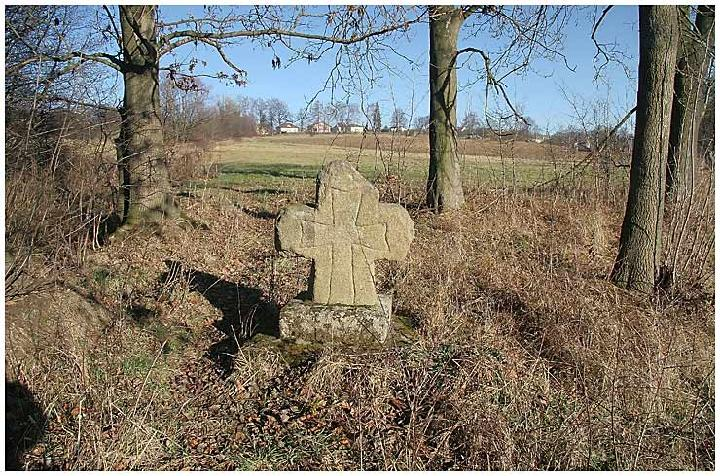
Smírčí kříž u Sázavky